# Thái Phúc (Thủy hử)
Thái Phúc hay Sái Phúc (chữ Hán: 蔡福; bính âm: Cài Fú), ngoại hiệu Thiết Tý Bác (chữ Hán: 鐵臂膊; tiếng Anh: Iron Arm; tiếng Việt: Cánh tay sắt) là một nhân vật hư cấu trong tiểu thuyết văn học cổ điển Trung Hoa Thủy Hử. Sái Phúc xếp thứ 94 trong 108 vị đầu lĩnh Lương Sơn Bạc và xếp thứ 58 trong 72 vị sao Địa Sát, được sao Địa Bình Tinh (chữ Hán: 地平星; tiếng Anh: Level Star) chiếu mệnh.

## Xuất thân
Nguyên người Bắc Kinh, hai anh em Thái Phúc, Thái Khánh sinh sống tại phủ Đại Danh. Thủy Hử mô tả Thái Phúc cai quản ngục tại phủ Đại Danh và được biết đến là một đao phủ chém đầu rất ngọt tay tại đây. Thái Phúc tự đặt ngoại hiệu Thiết tý bác, lấy từ ngoại hiệu cùng tên của Chu Đồng, một võ sư thời Tống nổi tiếng với tài thiện xạ và được biết đến là thầy của Nhạc Phi.

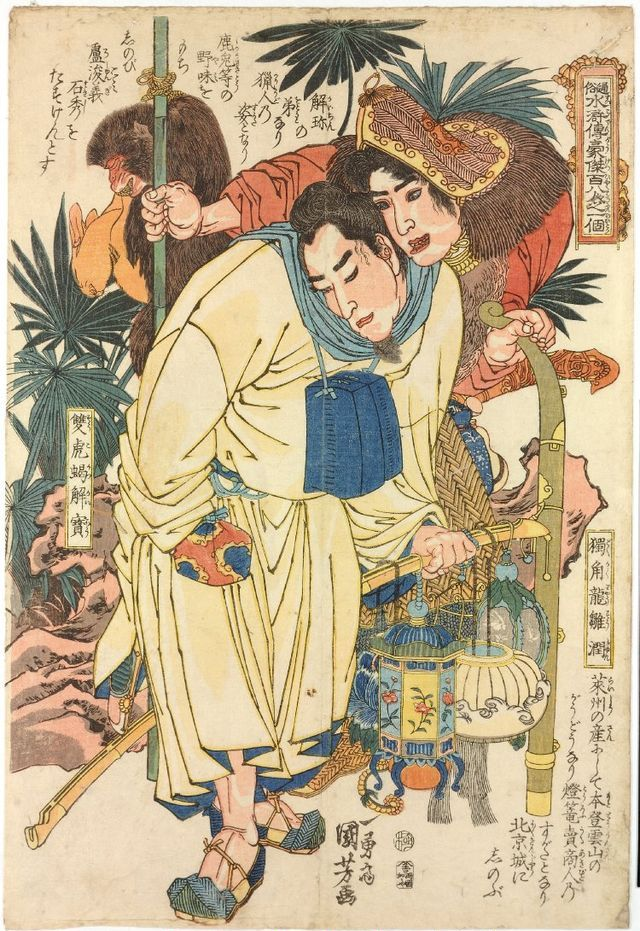
Hồi 65 - Nội gián Trâu Nhuận (trước) giả làm người bán đèn và Giải Trân (sau cầm gậy) giả làm thợ săn trong trận tấn công thành Đại Danh của quân Lương Sơn Bạc nhằm giải cứu Lư Tuấn Nghĩa và Thạch Tú

## Gia nhập Lương Sơn Bạc
Sau khi Lư Tuấn Nghĩa bị vợ mình và quản gia Lý Cố vu oan về việc họ Lư quy thuận và gia nhập Lương Sơn Bạc, Lư Tuấn Nghĩa đã bị tra tấn và tống giam vào ngục. Để phòng ngừa tai họa về sau, quản gia Lý Cố giao 550 lượng vàng cho Thái Phúc mưu sát Lư Tuấn Nghĩa ngay trong nhà lao. Nhưng sau đó, khi Sài Tiến xuất hiện và mua chuộc Thái Phúc với gấp đôi số tiền Lý Cố đưa, Thái Phúc cùng em trai mình là Thái Khánh lập mưu hối lộ quan lại phủ Đại Danh để đày Lư Tuấn Nghĩa đến đảo Sa Môn thay vì xử chém. Sau này, khi Lư Tuấn Nghĩa bị bắt trở lại, hai anh em họ Thái suýt chém đầu Lư Tuấn Nghĩa tại pháp trường. May mắn Thạch Tú xuất hiện và kịp thời cứu Lư Tuấn Nghĩa, nhưng cả hai Thạch Tú cùng Lư Tuấn Nghĩa đều bị bắt trở lại. Trong trận tấn công thành Đại Danh của Lương Sơn Bạc để cứu Lư Tuấn Nghĩa và Thạch Tú, khi quân Lương Sơn đang tấn công thành, hai vị đầu lĩnh Trâu Uyên, Trâu Nhuận, với vai trò nội gián trong thành Đại Danh, đã yêu cầu hai anh em họ Thái tháo gông cho Lư Tuấn Nghĩa cùng Thạch Tú thoát ra khỏi ngục. Sau trận tấn công thành Đại Danh thành công, hai anh em theo tất cả đầu lĩnh về và gia nhập Lương Sơn Bạc

## Chức vụ
Khi phân định ngôi thứ ở Lương Sơn Bạc, Thái Phúc xếp thứ 94 trong 108 vị đầu lĩnh Lương Sơn Bạc và xếp thứ 58 trong 72 vị sao Địa Sát, chức Chuyên Quản Hành Hình Quái Tử (专管行刑刽子), một chức vụ chuyên cai quản việc hành hình của quân Lương Sơn Bạc.

## Sau khi chiêu an và tử trận
Sau khi nhận chiêu an, Thái Phúc cùng Tống Công Minh và các đầu lĩnh Lương Sơn Bạc tham gia các chiến dịch bình quân Liêu, các lực lượng khác chống đối triều đình nhà Tống.
Tại hồi 118, trong chiến dịch bình Phương Lạp, tại trận triệt phá động Thanh Khê , Thái Phúc cùng Lý Lập, Thang Long bị thương nặng, chạy chữa không khỏi và mất.
Tại hồi 119, khi ban thưởng và sắc phong các đầu lĩnh Lương Sơn Bạc sau chiến dịch bình Phương Lạp, là một trong 45 phó tướng tử trận, Thái Phúc được sắc phong tước là Nghĩa Tiết lang (義節郎).